# Jòsa
Joze és un municipi francès situat al departament del Puèi Domat i a la regió d'Alvèrnia-Roine-Alps. L'any 2007 tenia 1.027 habitants.

## Demografia

### Població
El 2007 la població de fet de Joze era de 1.027 persones. Hi havia 412 famílies de les quals 104 eren unipersonals (36 homes vivint sols i 68 dones vivint soles), 132 parelles sense fills, 148 parelles amb fills i 28 famílies monoparentals amb fills.
La població ha evolucionat segons el següent gràfic:
Habitants censats

### Habitatges
El 2007 hi havia 473 habitatges, 418 eren l'habitatge principal de la família, 20 eren segones residències i 35 estaven desocupats. 443 eren cases i 29 eren apartaments. Dels 418 habitatges principals, 325 estaven ocupats pels seus propietaris, 77 estaven llogats i ocupats pels llogaters i 16 estaven cedits a títol gratuït; 1 tenia una cambra, 22 en tenien dues, 68 en tenien tres, 132 en tenien quatre i 195 en tenien cinc o més. 329 habitatges disposaven pel capbaix d'una plaça de pàrquing. A 158 habitatges hi havia un automòbil i a 221 n'hi havia dos o més.

### Piràmide de població
La piràmide de població per edats i sexe el 2009 era:
| Homes | Edats   | Dones |
| ----- | ------- | ----- |
| 0     | 95 o +  | 0     |
| 4     | 90 a 94 | 0     |
| 8     | 85 a 89 | 4     |
| 4     | 80 a 84 | 16    |
| 12    | 75 a 79 | 32    |
| 16    | 70 a 74 | 24    |
| 24    | 65 a 69 | 12    |
| 40    | 60 a 64 | 24    |
| 16    | 55 a 59 | 20    |
| 28    | 50 a 54 | 32    |
| 40    | 45 a 49 | 32    |
| 28    | 40 a 44 | 48    |
| 44    | 35 a 39 | 36    |
| 16    | 30 a 34 | 20    |
| 40    | 25 a 29 | 16    |
| 40    | 20 a 24 | 32    |
| 52    | 15 a 19 | 28    |
| 24    | 10 a 14 | 32    |
| 36    | 5 a 9   | 24    |
| 28    | 0 a 4   | 12    |

## Economia
El 2007 la població en edat de treballar era de 638 persones, 496 eren actives i 142 eren inactives. De les 496 persones actives 449 estaven ocupades (241 homes i 208 dones) i 47 estaven aturades (20 homes i 27 dones). De les 142 persones inactives 46 estaven jubilades, 35 estaven estudiant i 61 estaven classificades com a «altres inactius».

### Ingressos
El 2009 a Joze hi havia 424 unitats fiscals que integraven 999,5 persones, la mediana anual d'ingressos fiscals per persona era de 17.713 €.

### Activitats econòmiques
Dels 34 establiments que hi havia el 2007, 3 eren d'empreses extractives, 3 d'empreses alimentàries, 2 d'empreses de construcció, 6 d'empreses de comerç i reparació d'automòbils, 3 d'empreses de transport, 2 d'empreses d'hostatgeria i restauració, 1 d'una empresa immobiliària, 1 d'una empresa de serveis, 8 d'entitats de l'administració pública i 5 d'empreses classificades com a «altres activitats de serveis».
Dels 6 establiments de servei als particulars que hi havia el 2009, 1 era una oficina de correu, 1 lampisteria, 2 perruqueries i 2 restaurants.
Dels 4 establiments comercials que hi havia el 2009, 1 era una botiga de menys de 120 m², 2 fleques i 1 una carnisseria.
L'any 2000 a Joze hi havia 32 explotacions agrícoles que ocupaven un total de 1.156 hectàrees.

## Equipaments sanitaris i escolars
L'únic equipament sanitari que hi havia el 2009 era una farmàcia.
El 2009 hi havia una escola elemental.

## Poblacions més properes
El següent diagrama mostra les poblacions més properes.